# PAW Patrol: The Movie
PAW Patrol: The Movie is een Canadese computergeanimeerde komische actie-avonturenfilm uit 2021, gebaseerd op de televisieserie PAW Patrol, gemaakt door Keith Chapman. De film werd geproduceerd door Spin Master Entertainment, het speelgoedbedrijf achter de serie, met animatie verzorgd door Mikros Image. De film werd geregisseerd door Cal Brunker, die samen met Billy Frolick en Bob Barlen, het scenario schreef naar een verhaal van Frolick. Het is de eerste van een aantal geplande films die worden geproduceerd onder de vlag van Spin Master Entertainment. In de film worden Ryder en de pups naar Avonturenstad geroepen om te voorkomen dat burgemeester Humdinger de bruisende metropool in een staat van chaos verandert. De film ging op 8 augustus 2021 in première op de rode loper op het Vue Leicester Square in Londen. Een sequel getiteld PAW Patrol: The Mighty Movie ging in première op 29 september 2023.

## Verhaal
Terwijl alles gewoon doorgaat in Avonturenbaai en de PAW Patrol de problemen van het kleine stadje oplost, kan burgemeester Humdinger door middel van verkiezingsmanipulatie tot burgemeester van de grote stad Avonturenstad worden gekozen. Zijn eerste pogingen om de stad voor zichzelf in te nemen, lopen mis, dus vraagt de knappe langharige teckelhond Liberty de PAW Patrol om hulp. Ryder en zijn hondenteam willen meteen vertrekken, alleen is Chase niet enthousiast. Hij werd als jonge puppy achtergelaten in Avonturenstad en associeert deze plek alleen met angst. Toch vertrekt hij met de anderen en verhuizen ze naar hun nieuwe hoofdkwartier. 
Humdinger heeft inmiddels een groot vuurwerk gepland. Maar aangezien het weer zijn plannen dreigt te dwarsbomen, laat hij de meteoroloog Kendra Wilson haar Wolkenzuiger gebruiken om de regenwolken op te zuigen. Het vuurwerk eindigt hoe dan ook in chaos, dus de PAW Patrol moet te hulp schieten. Alles werkt dankzij de hulp van Liberty, alleen maakt Chase een fout bij het redden van een paar mensen en voelt zich nutteloos en ongemakkelijk. Het volgende idee van burgemeester Humdinger is om de metro avontuurlijker te maken met lussen (vergelijkbaar met een achtbaan) en de PAW Patrol moet opnieuw ingrijpen. Chase krijgt tijdens de redding een paniekaanval en voelt zich opnieuw een mislukkeling. Wanneer Ryder Chase voorstelt even een pauze te nemen, stoort dit Chase enorm en in een stressaanval besluit hij de PAW Patrol te verlaten. Butch en Ruben, de twee assistenten van burgemeester Humdinger, grijpen hem en gooien hem in een hondengevangenis, zoals ze eerder hebben gedaan met veel van de stadshonden, omdat Humdinger meer een katpersoon is en niets van honden moet hebben.
Om Chase te vinden, laat Liberty zich opzettelijk ook vangen. Zo kan ze Chase en de andere honden bevrijden. Zodra alle honden bevrijd zijn, overlegt Ryder met Chase waarom hij onmisbaar is voor de PAW Patrol. Ondertussen laat de burgemeester een toren boven op de hoogste wolkenkrabber van de stad bouwen. Echter, de Wolkenzuiger is nu te vol geworden en ontploft met een enorme onweersbui. De PAW Patrol is druk bezig met het redden van de bewoners en het herstellen van de schade. Hiervoor krijgt Liberty ook een eigen voertuig. Ryder redt de burgemeester, die op de top van de toren staat, maar kan zichzelf niet redden voordat de toren instort en komt met zijn voet vast te zitten onder een rots. Chase slaagt er uiteindelijk in om zijn angsten te overwinnen en Ryder en de stad te redden. Hij heeft Humdinger en zijn handlangers gearresteerd. Uiteindelijk krijgt de PAW Patrol de gouden sleutel van de stad en wordt Liberty officieel lid.

## Stemverdeling

### Originele stemmen
- Will Brisbin als Ryder, de aanvoerder van de PAW Patrol.
- Iain Armitage als Chase, een Duitse herder.
- Kingsley Marshall als Marshall, een dalmatiër.
- Lilly Bartlam als Skye, een mix van cocker spaniël en poedel.
- Callum Shoniker als Rocky, een puppy van gemengd ras.
- Keegan Hedley als Rubble, een buldog.
- Shayle Simons als Zuma, een labrador.
- Marsai Martin als Liberty, een langharige teckel.
- Ron Pardo als burgemeester Humdinger, de grootste rivaal van de PAW Patrol die Avonturenstad naar eigen zeggen 'avontuurlijker' wil maken en de boel door zijn dwaze ideeën op stelten zet, volgens gegevens zou hij dit al eens eerder geprobeerd hebben met Avonturenbaai. / als kapitein Turbot, een visser die in de serie het vaakst een beroep doet op de PAW Patrol.
- Yara Shahidi als Kendra Wilson, een wetenschapster die vaak zinnen zegt die anderen niet altijd begrijpen.
- Kim Kardashian als Delores, een brutale en hardnekkige poedel die niet tegen extreme emoties kan.
- Randall Park als Butch, een handlanger van burgemeester Humdinger, mollig van postuur.
- Dax Shepard als Ruben, een handlanger van burgemeester Humdinger, mager van postuur.
- Tyler Perry als Gus, een vrachtwagenchauffeur die een cameo maakt aan het begin van de film en de eerste persoon in de film die een beroep doet op de PAW Patrol.
- Jimmy Kimmel als Marty Muckraker, een verslaggever met een kenmerkende pruik, zijn achternaam is in iedere nasynchronisatie anders.
- Taraji P. Henson als Victoria Vance, een gekke geleerde en celmaat van burgemeester Humdinger aan het eind van de film, in The Mighty Movie zal ze de belangrijkste antagonist worden.
- Kim Roberts als burgemeester Goodway, de burgemeester van Avonturenbaai.

### Nederlandse stemmen
- Stijn van der Plas als Ryder
- Nathalie Haneveld als Chase
- Manon Ros als Marshall
- Nine Meijer als Skye
- Christa Lips als Rocky
- Desi van Doeveren als Rubble
- Melise de Winter als Zuma
- Julia Tan als Liberty
- Finn Poncin als burgemeester Humdinger
- Monica Geuze als Delores
- Levi van Kempen als Hank
- Rayen Panday als Butch
- Peter Pannekoek als Ruben
- Edsilia Rombley als Victoria Vance
- Huub Dikstaal als kapitein Turbot
- Lucie de Lange als burgemeester Goodway
- Overige stemmen werden ingesproken door o.a. André Dongelmans, Carolina Dijkhuizen, Daan van Rijssel, Elyjah Gersie, Ezmeyah Kersten, Florus van Rooijen, Gaia Aikman, Huub Dikstaal, Juliann Ubbergen, Juneoer Mers, Lucie de Lange, Marjolein Algera, Meghna Kumar, Paul Disbergen, Peggy Sandaal, Reinder van der Naalt, Rutger Le Poole, Sanne Bosman, Seb van den Berg, Simon Zwiers, Stephan Holwerda en Werner Kolf. De Nederlandse versie is opgenomen bij Wim Pel Productions en werd vertaald door Marjolein Algera, geregisseerd door Stephan Holwerda en geproduceerd door Jan-Peter IJkelenstam.

### Vlaamse stemmen
In tegenstelling tot de serie is de film ook in het Vlaams beschikbaar.
- Mil Keersmaekers als Ryder
- Leon Rooms als Chase
- William De Winter als Marshall
- Pixie De Winter als Skye
- Lode De Mulder als Rocky
- Henri Medard Nlandu als Rubble
- Mathijs Villays als Zuma
- Charlotte Leysen als Liberty
- Peter Thyssen als burgemeester Humdinger
- Nayat Sari als Delores
- Aminata Demba als Kendra Wilson
- Reuben De Boel als Butch
- Pieter Jan De Paepe als Ruben
- Ron Cornet als Gus
- Sandrine Van Handenhoven als Victoria Vance
- Peter Pype als kapitein Turbot
- Jolijn Antonissen als burgemeester Goodway
- Overige stemmen werden ingesproken door o.a. Eva Vermeire, Jolijn Antonissen, Laetitia Lennette, Mike Wauters, Nayat Sari, Oonagh Jacobs, Peter Pype, Pieter Jan De Paepe, Phile Bokken, Reuben De Boel, Ron Cornet, Rudi Giron, Sara De Smet, Sara Gracia Santacreu en Thomas Vanelslander. De Vlaamse versie is opgenomen bij Sonhouse Flanders en werd vertaald door Reuben De Boel, geregisseerd door Sara Gracia Santacreu en geproduceerd door Eva Vermeire.